# Shangguan Wan'er
Shangguan Wan'er (664 aprox. -21 de julio de 710) fue una concubina / consorte imperial de dos emperadores de la dinastía Tang. Aunque atrapada en las intrigas de la corte y ejecutada en 710, es famosa por su talento como poeta, escritora y política. Ha sido descrita como la "primera ministra" del país.
Cuando Wan'er tenía 13 años, se convirtió en secretaria de Wu Zetian, que entonces era la emperatriz del emperador Gaozong y luego se convirtió en la única emperatriz por derecho propio de la historia china. A los 42 años, cuando Wan'er se convirtió en consorte imperial del hijo de Wu Zetian, Li Xian, más tarde conocido como Emperador Zhongzong, se le otorgó el rango de consorte imperial de Zhaorong (昭容).

## Infancia
El abuelo de Shangguan Wan'er, Shangguan Yi, se convirtió en un funcionario prominente a principios del reinado del emperador Gaozong y fue ascendido a canciller en 662. En 664, el emperador Gaozong estaba enojado por el nivel de influencia que su segunda esposa, la emperatriz Wu (más tarde conocida como Wu Zetian) estaba ejerciendo sobre las políticas, y consultó a Shangguan Yi, quien le recomendó que depusiera a la emperatriz. Sin embargo, cuando la emperatriz Wu descubrió esto, el emperador Gaozong cambió de opinión y culpó a Shangguan Yi. A instigación de la emperatriz Wu, sus aliados, el canciller Xu Jingzong acusaron falsamente a Shangguan Yi de conspirar con el hijo del emperador Gaozong, Li Zhong, en cuyo personal, Shangguan había servido en un momento, así como al eunuco Wang Fusheng (王伏勝) (que había informado anteriormente de las malas acciones de la emperatriz Wu al emperador Gaozong) contra el emperador Gaozong. Li Zhong se vio obligado a suicidarse, mientras que Wang, Shangguan Yi y el padre de Shangguan Wan'er, Shangguan Tingzhi (上官庭芝) fueron ejecutados el 3 de enero de 665. Después de eso, el poder político y la influencia de la emperatriz Wu fueron inevitables y ella gobernó en la práctica en lugar de su esposo.
Después de las muertes de Shangguan Yi y Shangguan Tingzhi, Shangguan Wan'er y su madre Lady Zheng, hermana mayor del oficial Zheng Xiuyuan (鄭休遠) se salvaron, pero se convirtieron en esclavas en el palacio imperial interior. A medida que Shangguan Wan'er creció, leyó mucho y mostró un talento para escribir prosa y poesía a una edad temprana, así como en asuntos de regulaciones del servicio civil. Después de que la emperatriz Wu tropezó con poemas escritos por Shangguan Wan'er, de 13 años, la emperatriz Wu convocó a Shangguan Wan'er y le pidió que redactara un ensayo basado en un tema determinado en el acto. Shangguan Wan'er actuó maravillosamente y la Emperatriz quedó tan impresionada que nombró a Wan'er su secretaria personal.

## Canciller de Wu Zetian
Más tarde, después de la muerte del emperador Gaozong en 683, la emperatriz Wu Zetian se convirtió en emperatriz viuda y depuso, en sucesión, a sus dos hijos, el emperador Zhongzong y el emperador Ruizong. En 690, ella misma tomó el título de "emperatriz", aboliendo la dinastía Tang y estableciendo su propia dinastía Zhou. Particularmente después de la era Wansui Tongtian (696-697), Shangguan Wan'er, como secretaria de Wu Zetian, estuvo a cargo de redactar los edictos imperiales, y se decía que su estilo de escritura era sumamente hermoso. En una ocasión, se suponía que iba a ser ejecutada después de desobedecer la orden de Wu Zetian; Wu Zetian, cuidándola por su talento, la perdonó, pero se tatuó la cara (un castigo en la China de la época). A partir de entonces, Wu Zetian solía consultar con ella sobre las peticiones de los funcionarios y los asuntos de estado importantes.

## Consorte imperial
En 705, un golpe liderado por Zhang Jianzhi, Cui Xuanwei, Jing Hui, Huan Yanfan y Yuan Shuji eliminó a Wu Zetian y devolvió al emperador Zhongzong al trono. En ese momento, Shangguan Wan'er se convirtió en consorte imperial, como una poderosa concubina del emperador Zhongzong, con el rango de Jieyu (婕妤), el puesto 14 para una consorte imperial. (No se dice en la historia si ella se convirtió en su concubina antes o después de su regreso al trono). El emperador Zhongzong la puso al cargo de redactar edictos y otras órdenes imperiales. Sin embargo, mantuvo un romance con el primo del emperador Zhongzong y sobrino de Wu Zetian, Wu Sansi, príncipe de Liang; a través de ella, Wu Sansi se convirtió en consejero de confianza del emperador Zhongzong y también en amante de la esposa del emperador Zhongzong, la emperatriz Wei. (Como resultado, Zhang y sus cohortes pronto perdieron el poder y murieron o fueron asesinados en el exilio). Posteriormente, a su sugerencia para que esta emulara a Wu Zetian, la emperatriz Wei presentó propuestas formales al emperador Zhongzong para exigir a la gente que observara períodos de luto de tres años por sus madres que habían sido divorciadas por sus padres (anteriormente, no se requería un período de luto para una madre divorciada) y reduciendo el período en el que un hombre era considerado un hombre adulto (y por lo tanto sujeto a la conscripción militar y laboral) de las edades de 20 a 59, a las edades de 22 a 58, para tratar de ganar la gratitud de la gente. El emperador Zhongzong aprobó las propuestas.
Mientras tanto, además de la emperatriz Wei y la consorte Shangguan, la hija de la emperatriz Wei, Li Guo'er, la princesa Anle, también se volvió muy poderosa, ya que era la hija favorita del emperador Zhongzong y se había casado con el hijo de Wu Sansi, Wu Chongxun (武崇訓). A menudo humillaba a su hermano Li Chongjun, el príncipe heredero, porque Li Chongjun no nació de la emperatriz Wei, y a veces le llamaba "esclavo". También sugirió a menudo al emperador Zhongzong que depusiera a Li Chongjun y la convierta en princesa heredera. En el verano de 707, la ira de Li Chongjun estalló, y él, junto con el general Li Duozuo, de etnia Mohe y el primo del emperador Zhongzong, Li Qianli (李千里) el Príncipe de Cheng, se rebeló, matando primero a Wu Sansi y Wu Chongxun. Luego atacó el palacio, buscando arrestar a la consorte Shangguan. Pero la consorte Shangguan, la emperatriz Wei, Li Guo'er y el emperador Zhongzong fueron protegidos por los guardias imperiales, y cuando Li Chongjun dudó sobre qué hacer a continuación, sus fuerzas colapsaron y él y sus cohortes murieron.
Mientras tanto, el sobrino de la consorte Shangguan, Wang Yu (王昱) le había estado advirtiendo, a través de su madre la Señora Zheng, que su comportamiento continuo al trabajar con los Wu y la Emperatriz Wei eventualmente traería un desastre para ella y su clan. La consorte Shangguan inicialmente no hizo caso, pero después de que Li Chongjun exigiera, por su nombre, arrestarla durante el intento de golpe de Estado de 707, se sintió temerosa y comenzó a distanciarse de Li Guo'er y la Emperatriz Wei, alineándose más con la hermana de Zhongzong, la princesa Taiping. A pesar de esto, ella y su madre la Señora Zheng, junto con Li Guo'er, la emperatriz Wei, las damas de compañía mayores, las Señoras Chai y Helou, la hechicera Diwu Ying'er (第五第五英兒), y la Señora Zhao de Longxi, fueron descritas como mujeres poderosas y corruptas en la corte, que vendían oficinas gubernamentales a voluntad. También se dijo que la consorte Shangguan y las otras consortes imperiales, contra las regulaciones, establecieron mansiones fuera de palacio.
En 708, el emperador Zhongzong estableció una academia imperial, con cuatro eruditos imperiales, ocho eruditos asistentes y doce eruditos asociados, seleccionando funcionarios con talento literario para servir como eruditos imperiales. A menudo celebró fiestas que también servían como concursos literarios, y la consorte Shangguan actuó como juez en estos concursos. A finales de año, la ascendió al rango de Zhaorong, el sexto rango entre las consortes imperiales. Además de escribir poemas en su propio nombre, también se decía que había escrito poemas a nombre del emperador Zhongzong, la emperatriz Wei, Li Guo'er y la hermana de Li Guo'er, la princesa Changning. Se decía que los poemas eran hermosos y a menudo los recitaban las personas que los escuchaban.
En la primavera de 709, la consorte Shangguan estaba teniendo una aventura con el oficial Cui Shi, y debido a esa relación, ella le recomendó que fuera canciller. El emperador Zhongzong estuvo de acuerdo. En verano, sin embargo, Cui y otro canciller, Zheng Yin, fueron acusados de corrupción. Como resultado, Cui iba a ser exiliado para ser el asesor militar del prefecto de la prefectura de Jiang (江州, más o menos coincidente con el moderno Jiujiang, Jiangxi). Sin embargo, la consorte Shangguan, Li Guo'er y el nuevo esposo de Li Guo'er, Wu Yanxiu (武延秀) hablaron en su nombre en secreto, y el emperador Zhongzong nombró a Cui prefecto de la prefectura de Xiang (襄州, más o menos coincidente con el moderno Xiangfan, Hubei). (Zheng, que había sido reducido al rango de plebeyo y exiliado a la prefectura de Ji (吉 州, más o menos coincidente con el moderno Ji'an, Jiangxi), fue nombrado asesor militar del prefecto de la prefectura de Jiang).

## Muerte

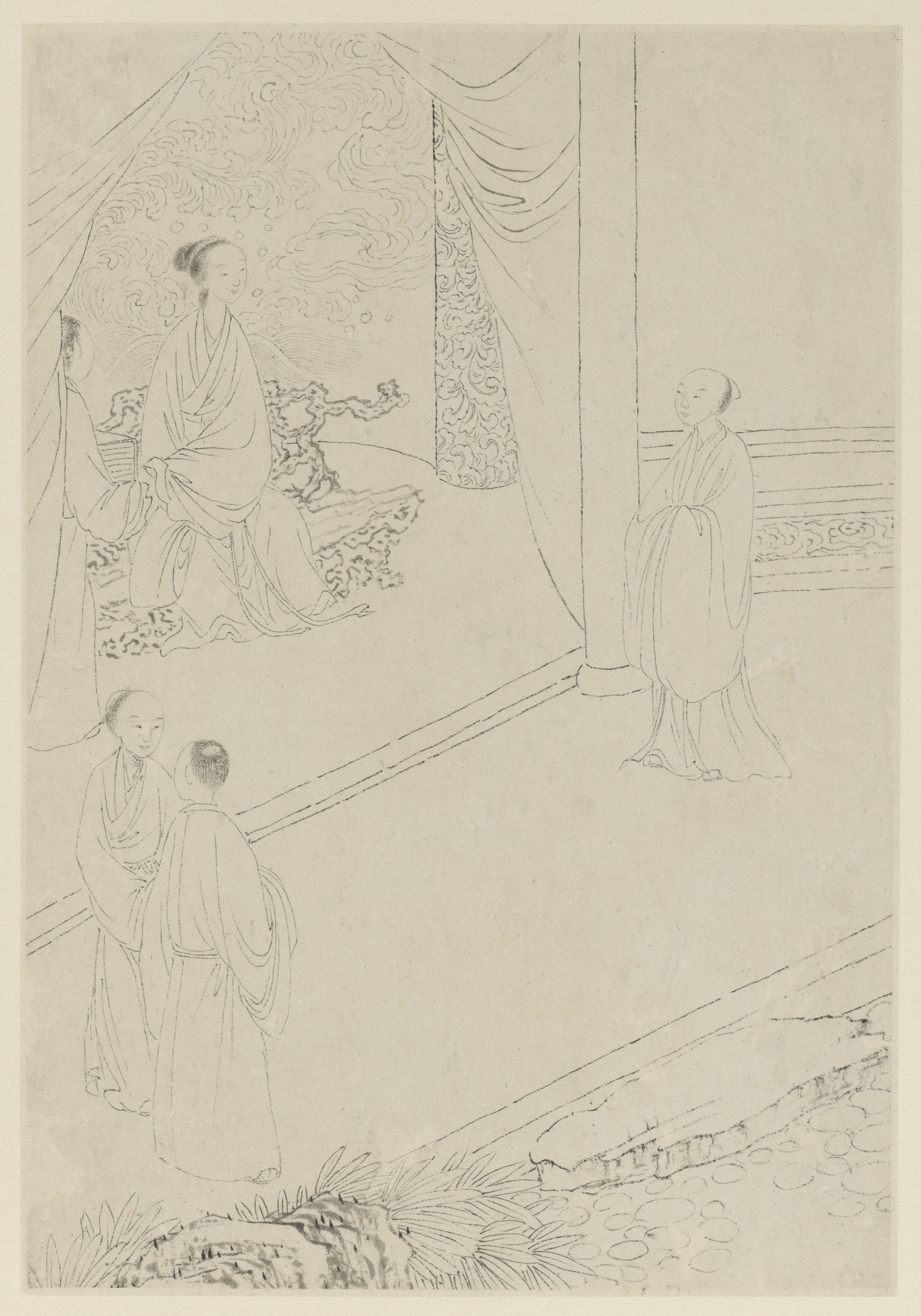
Como se muestra en el álbum Mujeres famosas (1799).

En el otoño de 710, el emperador Zhongzong murió repentinamente, una muerte que los historiadores tradicionales afirman que fue un envenenamiento llevado a cabo por la emperatriz Wei y Li Guo'er, para permitir que la emperatriz Wei tomara el poder y finalmente ocupara el trono y Li Guo'er se convirtiera en princesa heredera. A raíz de la muerte del emperador Zhongzong, la emperatriz Wei, que inicialmente mantuvo en secreto la muerte, trató de consolidar el poder. Inmediatamente ordenó que el palacio y la capital fueran cerrados. Se bloquearon todas las puertas y se prohibió la salida de la capital. Días después, la Emperatriz Wei y la Princesa Anle proclamaron un nuevo Emperador, un niño de no más de once años como el nuevo Emperador de Tang. Inmediatamente, muchos comenzaron a susurrar que el Emperador había muerto envenenado. La consorte Shangguan y la princesa Taiping se estaban consultando para redactar un testamento póstumo para el emperador Zhongzong. Según su plan, el hijo menor del emperador Zhongzong, Li Chongmao, Príncipe de Wen, heredaría el trono y tendría el poder absoluto. La emperatriz Wei serviría como emperatriz viuda y regente, asistida por Li Dan, príncipe de Xiang (ex emperador Ruizong). Sin embargo, una vez que se promulgó el testamento, dos cancilleres estrechamente alineados con la emperatriz Wei, su prima Wei Wen y Zong Chuke, se opusieron y ordenaron que se revisara el testamento, y la emperatriz viuda Wei se convirtió en la única regente de Li Chongmao (emperador Shang), sin la participación de Li Dan en la regencia. Debido al poder gobernante de la ahora emperatriz viuda Wei, el poder absoluto del joven emperador fue abolido.
Mientras tanto, Zong, Wu Yanxiu y otros funcionarios Zhao Lüwen (趙履溫) y Ye Jingneng (葉靜能), estaban abogando porque la emperatriz viuda Wei tomara el trono. También creían que Li Dan y la princesa Taiping estaban en el camino y deberían ser depuestos. El funcionario Cui Riyong filtró sus planes al hijo de Li Dan, Li Longji, Príncipe de Linzi, y Li Longji rápidamente formó un plan con la Princesa Taiping y su hijo Xue Chongjian (薛崇簡) para actuar primero. Menos de un mes después de la muerte del emperador Zhongzong, lanzaron un golpe de Estado, matando rápidamente a los miembros del clan de la emperatriz Wei, y Li Guo'er. Cuando los soldados de Li Longji, comandados por su asociado Liu Youqiu, llegaron al pabellón donde vivía la consorte Shangguan, esta salió del pabellón para saludar a Liu y Li Longji, presentándoles el testamento original del emperador Zhongzong que ella había redactado, buscando salvarse. Li Longji se negó a perdonarla, sin embargo, y la sacaron a rastras y la decapitaron.

## Reconocimiento póstumo
Pronto, a sugerencia de la princesa Taiping, Li Longji y el hermano de Li Longji, Li Chengqi, el príncipe Song, el emperador Shang fue retirado del trono y Li Dan volvió a ocuparlo. En 711, restauró el título de la Consorte Shangguan como Zhaorong, y le dio el nombre póstumo de Wenhui (que significa "civil y benevolente"). Algún tiempo después de que el emperador Ruizong, a su vez, cediera el trono a Li Longji (quien tomó el trono como emperador Xuanzong), el emperador Xuanzong ordenó que las obras de la consorte Shangguan se reunieran en una colección de 20 volúmenes, y el canciller Zhang Yue escribiera el prefacio de la colección.

## Tumba

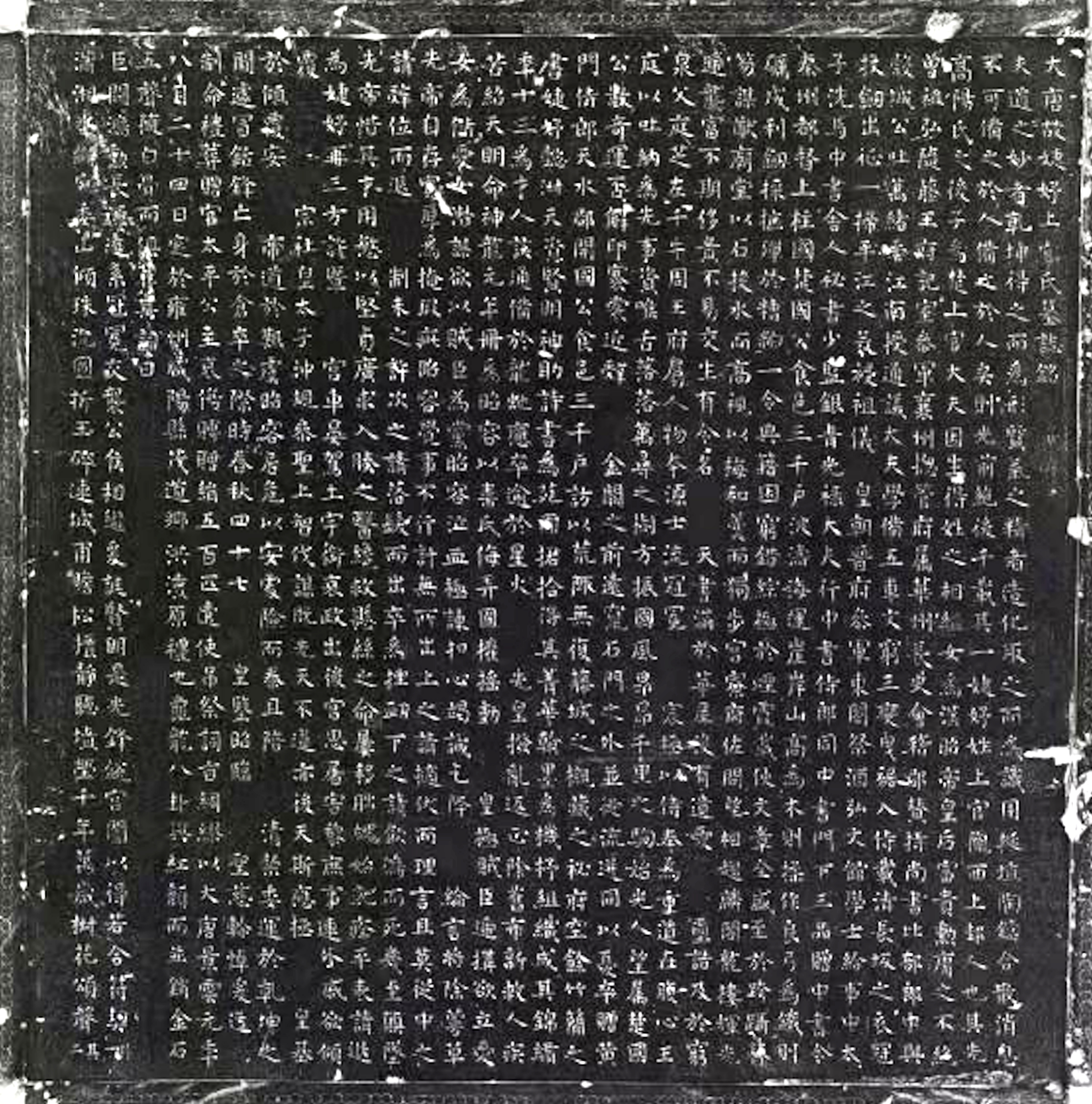
Epitafio en la tumba de Shangguan Wan'er.

En septiembre de 2013 se anunció que arqueólogos en China habían descubierto la tumba de Shangguan Wan'er cerca del aeropuerto de Xianyang, provincia de Shaanxi. La tumba sufrió graves daños, tal vez deliberadamente según los arqueólogos chinos, y solo se descubrieron unos pocos bienes funerarios en su interior, incluidas algunas esculturas de personas a caballo. La identidad del ocupante de la tumba se determinó a partir de un epitafio descubierto en la tumba, que estaba inscrito "Epitafio de la difunta consorte imperial (Zhaorong) Señora Shangguan de la gran dinastía Tang" (大唐故昭容上官氏銘) en su tapa.

## En la ficción
- Interpretada por Lau Hung Fong en Empress Wu (1984).
- Interpretada por Pei Hsin-yu en The Empress of the Dynasty (1985).
- Interpretada por Ruan Danning en Shangguan Wan'er (serie de televisión) (1998).
- Interpretada por Bai Xue en Palace of Desire (serie de televisión) (1999).
- Interpretada por Zhang Danlu en Lady Wu: The First Empress (2003).
- Interpretada por Leila Tong en La grandeza de un héroe (2009).
- Interpretada por Gillian Chung en Secret History of Empress Wu (2011).
- Interpretada por Florence Tan en Mujeres de la dinastía Tang (serie de televisión) (2013).